# Forward Racing
Forward Racing — швейцарська мотогоночна приватна команда, що з 2009 року бере участь у чемпіонаті світу з шосейно-кільцевих мотогонок MotoGP у класах MotoGP та Moto2. У сезоні 2009 року виступала під назвою «Hayate Racing» (дослівно японською: "Ураган"), в 2010 році змінила свою назву на «Forward Racing».

## Історія
Команда почала виступи у класі MotoGP в 2009 році під назвою «Hayate Racing Team» як зменшена версія команди «Kawasaki Racing Team», яка закінчила виступи у MotoGP в 2008 році зв'язку з економічною кризою. Команда мала в розпорядженні мотоцикл Kawasaki ZX-RR, на якому виступав Марко Меландрі. Kawasaki зупинила розробку нових компонентів для мотоциклів в березні 2009 року, що обмежило оновлення, обслуговування і ремонт мотоциклів до кінця сезону 2009 року. Незважаючи на це, Меландрі досяг чудових результатів, найкращим з яких було друге місце на Гран-прі Франції в травні.
У 2010 році «Forward Racing» взяла участь у новому класі Moto2 з гонщиками Жюлем Клузелем і Клаудіо Корті на мотоциклах Suter. Клузель виграв Гран-Прі Великої Британії та посів 7 місце в чемпіонаті. Корті завоював поул тієї ж гонки, але його найкращим результатом було дев'яте місце на Гран-Прі Сан Марино.
У 2011 році команда виступала з тим же Клузелем та Алексом Балдоліні, який пізніше був замінений Раффаеле де Роса. Найкращим результатом гонщиків команди було четверте місце, здобуте Клузелем на Гран-Прі Великої Британії.
В сезоні 2012 року команда знову повернулася у «королівський» клас, де її представляв ветеран MotoGP Колін Едвардс. У Moto2 «Forward Racing» була представлена Алексом де Анджелісом та Юкі Такахаші. Постачальником мотоциклів в обох класах класах виступив Suter. У класі MotoGP Едвардс не зміг продемонструвати високих результатів, посівши в загальному заліку 20-е місце. Натомість де Анджеліс виграв гонку у Малайзії (друга і поки що остання перемога на Гран-Прі для команди) та був третім у Німеччині, посівши в підсумку дванадцяти місце.
На сезон 2013 року представництво команди у класі MotoGP було збільшено до двох гонщиків — до Коліна Едвардса приєднався Клаудіо Корті. В класі Moto2 кількість гонщиків команди зросла до чотирьох — Юкі Такахаші перейшов до «IDEMITSU Honda Team Asia», а до Алекса де Анджеліса приєдналися Сімоне Корсі, Маттіа Пасіні та Рікард Кардус. Гонщики команди у сезоні виступили посередньо. Найвищим досягненням стало 2-е місце Сімоне Корсі на Гран-Прі Німеччини.
На сезон 2014 у класі MotoGP категорія команд-учасниць CRT була замінена на Open. Нові правила стосувались, в основному, запровадження єдиного блоку електронного управління двигуном, виробництва Magneti Marelli. Низькі результати попереднього сезону та нові правила спонукали Джованні Куцарі до пошуку нового мотоцикла. Перед початком сезону було обрано компромісний варіант: команда взяла у лізинг двигун від Yamaha YZR-M1, обладнавши його шасі від FTR. У складі гонщиків також відбулись зміни: до ветерана Коліна Едвардса приєднався Алеїч Еспаргаро з команди «Power Electronics Aspar». Для участі в класі Moto2 команда продовжила контракти з Сімоне Корсі та Маттіа Пасіні.
Вже з перших етапів Еспаргаро почав демонструвати непогані результати, в дебютній гонці у Катарі фінішувавши на 4-му місці. На восьмій гонці сезону у Ассені, за складних погодних умов, Алеїч виборов поул. Такий результат став першим для гонщиків категорії Open. Саму ж гонку Еспаргаро закінчив знову 4-им. На драматичному Гран-Прі Арагону зумів вперше для себе, а також для категорії Open, приїхати на подіум, зайнявши 2-ге місце. Натомість результати ветерана Едвардса, незважаючи на наявність аналогічного мотоцикла, як і у Еспаргаро, були гіршими. Найкращим його результатом стало 9-е місце у Катарі. Погані результати вплинули на рішення Коліна завершити спортивну кар'єру, що він і зробив після Гран-Прі Індіанаполісу. В команду на його місце був запрошений Алекс де Анджеліс з класу Moto2.
Успішні виступи Еспаргаро привернули увагу менеджерів інших команд, які засипали іспанця пропозиціями про продовження кар'єри. В середині сезону стало відомо, що він після його завершення він перейде у команду «Suzuki Racing Team», яка повернулася до гонок у „королівському“ класі. Джованні Куцарі вимушений був шукати двох гонщиків на наступний сезон. Першим став 24-річний німець Штефан Брадль, чемпіон світу у класі Moto2 (2011) з команди «LCR Honda MotoGP», іншим став новачок MotoGP, 21-річний француз Лоріс Баз, гонщик з серії Superbike.
На сезон 2015 титульним спонсором команди став виробник сонцезахисних окуліряв «Athina Eyewear», внаслідок чого команда змінила свою назву на «Athina Eyewear Forward Racing Team».
У середині сезону, після Гран-Прі Німеччини, засновник та керівник «Forward Racing» Джованні Куцарі був заарештований на 30 днів за підозрою в хабарництві, ухилянні від сплати податків, податковому шахрайстві і відмиванні грошей. Відразу після цього спонсори команди відмовились від її фінансування, що унеможливило подальшу участь команди у змаганнях, оскільки у неї не було власного банківського рахунку, а фінансування всіх витрат здійснювалось спонсорами напряму. Внаслідок цього «Forward Racing» пропустила Гран-Прі Індіанаполісу, проте все ж відшукала можливість виступити у решті гонок сезону. Щоправда, Брадль покинув команду, а на його місце спочатку був прийнятий Клаудіо Корті, якого через 4 етапи замінив Тоні Еліас. Найкращим результатом серед усіх гонщиків «Forward Racing» в класі MotoGP стало 4-е місце База на Гран-Прі Сан Марино.
В класі Moto2 команда виступала з гонщиками Сімоне Корсі та Лоренсо Балдассаррі, які здобули непогані результати: найвищим їхнім досягненням стало третє місце останнього на Гран-Прі Австралії. Загалом же Балдассаррі закінчив сезон 9-им у загальному заліку, а Корсі — 12-им.

### Статистика сезонів
| Сезон | Клас   | Назва команди                        | Мотоцикл                  | №  | Гонщик              | Гонки   | Пер | Под | ПП | НК | ОГ   | МГ | Очки | Місце |
| ----- | ------ | ------------------------------------ | ------------------------- | -- | ------------------- | ------- | --- | --- | -- | -- | ---- | -- | ---- | ----- |
| 2009  | MotoGP | Hayate Racing Team                   | Kawasaki ZX-RR            | 33 | Марко Меландрі      | 17      | 0   | 1   | 0  | 0  | 108  | 10 | 108  | 7     |
| 2010  | Moto2  | Forward Racing                       | Suter MMX                 | 16 | Жуль Клузель        | 17      | 1   | 2   | 0  | 1  | 106  | 7  | —    | —     |
| 2010  | Moto2  | Forward Racing                       | Suter MMX                 | 71 | Клаудіо Корті       | 17      | 0   | 0   | 1  | 0  | 20   | 25 | —    | —     |
| 2010  | Moto2  | Forward Racing                       | Suter MMX                 | 70 | Ферручо Ламборджині | 1 (5)   | 0   | 0   | 0  | 0  | 0    | —  | —    | —     |
| 2011  | Moto2  | NGM Forward Racing                   | Suter MMXI                | 16 | Жуль Клузель        | 17      | 0   | 0   | 0  | 0  | 41   | 21 | —    | —     |
| 2011  | Moto2  | NGM Forward Racing                   | Suter MMXI                | 25 | Алекс Балдоліні     | 10 (14) | 0   | 0   | 0  | 0  | 18   | 27 | —    | —     |
| 2011  | Moto2  | NGM Forward Racing                   | Suter MMXI                | 35 | Раффаеле де Роса    | 7 (13)  | 0   | 0   | 0  | 0  | 0    | —  | —    | —     |
| 2012  | MotoGP | NGM Mobile Forward Racing            | Suter MMX1                | 5  | Колін Едвардс       | 17      | 0   | 0   | 0  | 0  | 27   | 20 | 27   | 13    |
| 2012  | MotoGP | NGM Mobile Forward Racing            | Suter MMX1                | 7  | Кріс Вермален       | 1       | 0   | 0   | 0  | 0  | 0    | —  | 27   | 13    |
| 2012  | Moto2  | NGM Mobile Forward Racing            | Suter MMXII FTR Moto M212 | 15 | Алекс де Анджеліс   | 16      | 1   | 2   | 0  | 0  | 86   | 10 | —    | —     |
| 2012  | Moto2  | NGM Mobile Forward Racing            | Suter MMXII FTR Moto M212 | 72 | Юкі Такахаші        | 17      | 0   | 0   | 0  | 0  | 2    | 30 | —    | —     |
| 2012  | Moto2  | NGM Mobile Forward Racing            | Suter MMXII FTR Moto M212 | 54 | Маттіа Пасіні       | 1       | 0   | 0   | 0  | 0  | 0    | —  | —    | —     |
| 2013  | MotoGP | NGM Mobile Forward Racing            | FTR-Kawasaki              | 5  | Колін Едвардс       | 18      | 0   | 0   | 0  | 0  | 41   | 14 | 55   | 9     |
| 2013  | MotoGP | NGM Mobile Forward Racing            | FTR-Kawasaki              | 71 | Клаудіо Корті       | 18      | 0   | 0   | 0  | 0  | 14   | 19 | 55   | 9     |
| 2013  | Moto2  | NGM Mobile Racing                    | Speed Up SF13             | 3  | Сімоне Корсі        | 17      | 0   | 1   | 0  | 0  | 105  | 11 | —    | —     |
| 2013  | Moto2  | NGM Mobile Racing                    | Speed Up SF13             | 54 | Маттіа Пасіні       | 17      | 0   | 0   | 0  | 0  | 55   | 16 | —    | —     |
| 2013  | Moto2  | NGM Mobile Forward Racing            | Speed Up SF13             | 15 | Алекс де Анджеліс   | 17      | 0   | 0   | 0  | 0  | 76   | 14 | —    | —     |
| 2013  | Moto2  | NGM Mobile Forward Racing            | Speed Up SF13             | 88 | Рікард Кардус       | 17      | 0   | 0   | 0  | 0  | 7    | 23 | —    | —     |
| 2014  | MotoGP | NGM Forward Racing                   | Forward-Yamaha            | 5  | Колін Едвардс       | 10      | 0   | 0   | 0  | 0  | 11   | 18 | 151  | 7     |
| 2014  | MotoGP | NGM Forward Racing                   | Forward-Yamaha            | 7  | Алеїч Еспаргаро     | 18      | 0   | 1   | 1  | 0  | 126  | 7  | 151  | 7     |
| 2014  | MotoGP | NGM Forward Racing                   | Forward-Yamaha            | 5  | Алекс де Анджеліс   | 8       | 0   | 0   | 0  | 0  | 14   | 21 | 151  | 7     |
| 2014  | Moto2  | NGM Forward Racing                   | Forward KLX Kalex Moto2   | 3  | Сімоне Корсі        | 12      | 0   | 2   | 0  | 0  | 100  | 7  | —    | —     |
| 2014  | Moto2  | NGM Forward Racing                   | Forward KLX Kalex Moto2   | 54 | Маттіа Пасіні       | 18      | 0   | 0   | 0  | 0  | 35   | 21 | —    | —     |
| 2014  | Moto2  | NGM Forward Racing                   | Forward KLX Kalex Moto2   | 20 | Флоріан Маріно      | 6       | 0   | 0   | 0  | 0  | 0    | —  | —    | —     |
| 2015  | MotoGP | Athina Forward Racing Forward Racing | Yamaha—Forward            | 6  | Штефан Брадль       | 8       | 0   | 0   | 0  | 0  | 9    | 19 | 39   | 10    |
| 2015  | MotoGP | Athina Forward Racing Forward Racing | Yamaha—Forward            | 24 | Тоні Еліас          | 5(6)    | 0   | 0   | 0  | 0  | 2(2) | 27 | 39   | 10    |
| 2015  | MotoGP | Athina Forward Racing Forward Racing | Yamaha—Forward            | 71 | Клаудіо Корті       | 4       | 0   | 0   | 0  | 0  | 0    | —  | 39   | 10    |
| 2015  | MotoGP | Athina Forward Racing Forward Racing | Yamaha—Forward            | 76 | Лоріс Баз           | 17      | 0   | 0   | 0  | 0  | 28   | 17 | 39   | 10    |
| 2015  | Moto2  | Forward Racing                       | Kalex Moto2               | 3  | Сімоне Корсі        | 17      | 0   | 0   | 0  | 0  | 86   | 12 | —    | —     |
| 2015  | Moto2  | Forward Racing                       | Kalex Moto2               | 7  | Лоренсо Балдассаррі | 17      | 0   | 1   | 0  | 0  | 96   | 9  | —    | —     |